# Манеєв (Гомельський район)
Манеєв (біл. Манееў) — селище в Оздзелинській сільраді Гомельського району Гомельської області Білорусі.

## Географія

### Розташування
У 8 км від залізничної станції Лазурна (на лінії Жлобин — Гомель), 18 км на північний захід від Гомеля.

## Транспортна мережа
Поруч автодорога Уваровичі — Гомель. Забудова дерев'яна, садибного типу.

## Історія
Засноване на початку XX століття як хутір в Руденецькій волості Гомельського повіту Могильовської губернії. У 1926 році в Уваровицькому районі Гомельського округу. У 1931 році жителі вступили до колгоспу, працював цегельний завод. У 1959 році — в складі колгоспу імені С. М. Кірова (центр — село Оздзелино).

## Населення

### Чисельність
- 2004 — 4 господарства, 13 жителів.